# Конюхівські дуби
Конюхівські дуби — вікові дерева, ботанічна пам'ятка природи місцевого значення в Україні. Розташована поблизу села Залісся Тернопільського району Тернопільської області, у межах лісового урочища «Конюхи». 
Площа — по 0,03 га. Оголошені об'єктом природно-заповідного фонду рішенням виконкому Тернопільської обласної ради від 14 березня 1977 року № 131. Перебувають у віданні Бережанського державного лісомисливського (Конюхівське лісництво, кв. 2, 1, вид. 14, 1, 6). 
Під охороною — дуби черещаті віком понад 300 (№ 1, № 2) і 250 (№ 3) років, діаметром 150, 130, 116 см та заввишки 30 (№ 1, № 3) і 33 (№ 2) метрів, мають науково-пізнавальну й естетичну цінність. Ці дерева зростають окремо серед ялиново-широколистого насадження штучного походження.